# Maiherpera
Maiherpera è un personaggio della storia egizia, che alcuni egittologi hanno supposto essere stato il figlio della regina Hatshepsut e del suo amante Senenmut.

## Storia
Il 22 maggio 1901, l'egittologo francese Victor Loret, durante le sue ricerche nella Valle dei Re, scoprì la tomba di un giovane apparentemente di stirpe reale, che era stata già stata saccheggiata. La mummia era stata deposta in un doppio sarcofago e il tutto era contenuto in una grande cassa di legno di cedro; al centro della camera funeraria fu trovato un terzo sarcofago antropomorfo vuoto. Il sarcofago contenente la mummia era al contrario riccamente decorato di diaspro bianco e verde, mentre una maschera in lamina d'oro cesellata era stata posta sulla parte superiore del coperchio, in corrispondenza del volto.
Il corpo avvolto nel lino presentava diverse fratture dovute probabilmente ai colpi inferti dai ladri nella ricerca di oggetti preziosi; sul suo fianco destro, dove veniva praticata l'incisione per poterne estrarre gli organi, era stata posta a copertura una placca dorata; anche il contenitore di legno con i canopi era riccamente ornato con diversi inserti in oro. Molti oggetti appartenenti al corredo funerario furono risparmiati dai profanatori, per la fretta o per una fuga improvvisa: stoviglie di terracotta, vasi per unguenti, gioielli in oro e numerosi amuleti, alcune scatole contenenti il gioco senet e un'attrezzatura da arciere in cuoio di tipica fabbricazione nubiana, le offerte di cibi e di fiori, e addirittura il collare della sua cagna.

## Studi
Gli studiosi hanno valutato che la morte del personaggio debba essere avvenuta intorno alla prima metà XV secolo a.C., probabilmente durante il regno della regina Hatshepsut; questa datazione fu avvalorata dalle iscrizioni ritrovate all'interno di alcuni teli di lino raffiguranti le due divinità femminili Nekhbet e Uadjet. Un papiro funerario di straordinaria bellezza e lungo quasi dodici metri, ritrovato dentro il suo corredo funerario, contiene circa trenta capitoli del celebre libro dei morti, e lo vede raffigurato in varie scene di adorazione.
Secondo gli studi della mummia effettuati da G. Daressy, l'uomo doveva appartenere a una razza mista tipica della regione situata tra Edfu e Assuan, dove la miscellanea tra Egizi e Nubiani era molto frequente e dava vita ad una particolare pigmentazione scura della pelle.